# Rodri (labdarúgó, 1996)
Rodrigo Hernández Cascante (Madrid, 1996. június 22.) spanyol válogatott labdarúgó, a Manchester City játékosa. A 2024-es Aranylabda győztese.

## Pályafutása

### Klubcsapatban
Az Atlético Madrid akadémiáján nevelkedett, majd 2013-ban került a Villarreal korosztályos csapataihoz. 2015. február 7-én az RCD Espanyol B ellen debütált a tartalék csapatban. December 17-én a kupában mutatkozott be az első csapatban az SD Huesca ellen. 2016. április 17-én a bajnokságban a Rayo Vallecano ellen Denis Suárez cseréjeként debütált.
2018. május 24-én visszatért nevelőklubjához, az Atlético Madridhoz. Ötéves szerződést írt alá régi-új klubjával, amely 20 millió eurót fizetett érte. 34 bajnoki mérkőzésen három gólt szerzett a 2018-2019-es idényben.
2019 nyarán az angol bajnok Manchester City szerződtette klubrekordot jelentő 70 millió fontot fizetve érte.
2024-ben megnyerte az aranylabdát.

### A válogatottban
2015. május 29-én debütált a spanyol U19-es labdarúgó-válogatottban a grúzok elleni 2015-ös U19-es labdarúgó-Európa-bajnokság selejtező mérkőzésén. Bekerült Luis de la Fuente keretébe, amely a tornán vett részt és nyert meg. 2017. június 23-án az U21-es válogatottban debütált a szerb U21-esek ellen, a 2017-es U21-es labdarúgó-Európa-bajnokságon.

## Sikerei, díjai

### Egyéni elismerései
- Aranylabda: 2024

### Klub
- Atlético Madrid
  - UEFA-szuperkupa: 2018
- Manchester City
  - Angol bajnok (3): 2020–21, 2021–22, 2022–23, 2023-24
  - Angol kupa (1): 2022–23
  - Angol ligakupa (2): 2020, 2021
  - UEFA-bajnokok ligája (1): 2022–23
  - UEFA-szuperkupa (1): 2023
  - FIFA-klubvilágbajnokság (1): 2023

### Válogatott
- Spanyolország U19
  - U19-es Európa-bajnokság: 2015[14]
- Spanyolország U21
  - U21-es Európa-bajnokság ezüstérem: 2017
- Spanyolország
  - UEFA Nemzetek Ligája (1): 2022–23
  - Európa-bajnokság: 2024

## Statisztika
2019. március 16-i állapot szerint
| Klub             | Szezon           | Bajnokság | Bajnokság | Kupa  | Kupa  | Nemzetközi | Nemzetközi | Egyéb | Egyéb | Összesen | Összesen |
| Klub             | Szezon           | Meccs     | Gólok     | Meccs | Gólok | Meccs      | Gólok      | Meccs | Gólok | Meccs    | Gólok    |
| ---------------- | ---------------- | --------- | --------- | ----- | ----- | ---------- | ---------- | ----- | ----- | -------- | -------- |
| Villarreal B     | 2014–15          | 8         | 0         | —     | —     | —          | —          | —     | —     | 8        | 0        |
| Villarreal B     | 2015–16          | 32        | 1         | —     | —     | —          | —          | —     | —     | 32       | 1        |
| Villarreal B     | 2016–17          | 2         | 1         | —     | —     | —          | —          | —     | —     | 2        | 1        |
| Összesen         | Összesen         | 42        | 2         | 0     | 0     | 0          | 0          | 0     | 0     | 42       | 2        |
| Villarreal       | 2015–16          | 3         | 0         | 3     | 0     | 0          | 0          | 0     | 0     | 6        | 0        |
| Villarreal       | 2016–17          | 23        | 0         | 4     | 0     | 4          | 1          | 0     | 0     | 31       | 1        |
| Villarreal       | 2017–18          | 37        | 1         | 4     | 0     | 6          | 0          | 0     | 0     | 47       | 1        |
| Összesen         | Összesen         | 63        | 1         | 11    | 0     | 10         | 1          | 0     | 0     | 84       | 2        |
| Atlético Madrid  | 2018–19          | 25        | 2         | 4     | 0     | 8          | 0          | 1     | 0     | 38       | 2        |
| Összesen         | Összesen         | 25        | 2         | 4     | 0     | 8          | 0          | 1     | 0     | 38       | 2        |
| Karrier összesen | Karrier összesen | 130       | 5         | 15    | 0     | 18         | 1          | 3     | 0     | 166      | 6        |

## Külső hivatkozások
- Rodri adatlapja a Transfermarkt oldalán (angolul)
- Rodri adatlapja a Villarreal oldalán (spanyolul)
- Rodri Hernández adatlapja a Soccerway oldalon (angolul)